# Club Natación Ondarreta Alcorcón
El Club Natación Ondarreta Alcorcón (Club Natación Alcorcón Arena, desde 2005) fue un club de natación y waterpolo con sede en Alcorcón (Madrid) España. Fundado en 1982 y desapareció en 2011.
Tuvo una exitosa sección de waterpolo femenino. En 2006 se convirtió en el primer y único equipo no catalán en ganar la liga española de waterpolo femenino.

## Historia
El club nace de la fusión de los dos únicos clubes de natación existentes en Alcorcón, el Club Natación Ondarreta y el Club Natación Alcorcón.
Es uno de los clubes más laureados de la Comunidad de Madrid en el terreno de los deportes de agua, teniendo entre sus filas a varios deportistas olímpicos, como Javier Noriega, Mario García, Marica Strazmester, Bartosz Kizierowski y Javier Crespo (Paralímpico).
Otros competidores a nivel europeo como Pilar Peña, Laura López, Irene Hagen, Miriam López Escribano, Diego Tebar, Eugenio de Grado y Gonzalo López Escribano. A nivel nacional, campeones de España como Javier Cabanas, David Muñoz, Javier Soriano, Enrique López, Rafael Castellanos, Fernando del Villar, Ana González, Cristina Díaz, Tatiana Rouba, Guillermo Higuero, Carmen Herradón, María Sánchez, Rubén del Pino, Alejandro Palacios, Enrique Fernández, Andrés Ortiz, Enrique Cumplido y David Martín.
De este club partieron en busca de mejores oportunidades, campeones olímpicos y del mundo como Iván Moro y Javier Sánchez-Toril.
Por motivos económicos y de mala gestión de la junta directiva el club cesa su actividad en 2011 y desaparece del panorama competitivo. Por esto, sus deportistas y entrenadores deciden crear el nuevo Club de Natación Ciudad de Alcorcón, que con el apoyo del ayuntamiento siguen entrenando en la piscina del Prado de Santo Domingo.

## Instalaciones
El club carece de instalaciones propias, utiliza normalmente para los entrenamientos de sus deportistas, la piscina de Prado de Santo Domingo. Durante unos años gestionó la piscina del "Prado de Santo Domingo".

## Palmarés
- Campeón de la Copa de Madrid de waterpolo masculino (2009)
- Campeón de la Copa de Madrid de waterpolo femenino (2009)
- 2 veces campeón de la copa de la Reina de waterpolo femenino (2006 y 2007)
- 1 vez campeón de la liga española de waterpolo femenino (2006)